# Llangeler
Llangeler est un village et une communauté du Carmarthenshire, au pays de Galles.
Elle comprend les villages de Dre-fach Felindre (en), Waungilwen et Cwmpengraig (en). Au recensement de 2011, elle comptait 3 427 habitants.